# Yu Dabao
Yu Dabao est un footballeur international chinois né le 18 avril 1988 à Qingdao. Il évolue actuellement au poste de défenseur central au Beijing Guoan.

## Biographie
En 2005, alors qu'il joue dans le club de Qingdao Hailifeng, il est sélectionné pour jouer la Coupe du monde des moins de 17 ans. Il y joue 2 matchs et la Chine est éliminé en quart de finale par la Turquie (1-5).
Ce jeune attaquant fut repéré lors d'une campagne de prospection de clubs européens en Chine début 2006. Il a eu des propositions de clubs comme l'Ajax Amsterdam, Newcastle United ou les Rangers mais c'est finalement au Portugal, au Benfica Lisbonne qu'il décide de s'engager pour 3 saisons en janvier 2007.
Il a fait ses débuts en équipe junior de Benfica 5 jours plus tard. Il marque pour l'occasion 3 buts sur les 8 marqués par son équipe contre Portimonense ce jour-là. 
Lors de l'avant-saison 2007-08, il est intégré à l'effectif professionnel et joue son premier match le 26 septembre 2007 contre Estrela da Amadora lors d'un match de Coupe de la Ligue (il joue 90 min, victoire 0-0 puis 5-4 aux TAB). Il joue 2 nouveaux matchs de Coupe de la Ligue et est ensuite prêté au club du Desportivo Aves. Malgré une blessure récurrente à un genou, il joue 9 matchs et marque 1 but (plus 2 matchs en championnat des réserves). Il fait aussi ses grands débuts avec l’équipe olympique chinoise en vue des JO de Pékin 2008.